# Freeze Corleone
Freeze Corleone, pseudonimo di Issa Lorenzo Diakhaté (Les Lilas, 6 giugno 1992), è un rapper francese di origini senegalesi e italiane.
Dopo una prima parte di carriera incentrata sull'hip hop, si sposta sulla drill.
Fa parte dei collettivi 667 e CFR.
Vive a Parigi ma è originario di Dakar.

## Biografia
Nato a Les Lilas, da padre senegalese e madre italiana. Trascorre i suoi primi anni a Pantin, per poi spostarsi a Dakar. Il suo stile è molto influenzato da quello statunitense, e nei suoi brani sono presenti anche concetti complottisti.
Nel 2013 fonda il collettivo 667, comprendente diversi rapper originari di Lione e Dakar, tra cui Norsacce Berlusconi, Osirus Jack, Zuukou Mayzie e Lala &ce, uscitavi nel 2019.
La sua carriera prosegue con vari mixtape e con collaborazioni frequenti con la crew di Lione Lyonzon.
Nel 2020 pubblica il suo album in studio di debutto LMF, certificato disco d'oro dalla SNEP tre settimane dopo l'uscita.
Dopo l'uscita dell'album, la LICRA ha condannato i testi antisemiti del rapper. Il 17 settembre 2020 la procura di Parigi apre un'indagine su alcuni brani e alcuni video omofobi del francese.
Il 18 settembre l'Universal Music Group annuncia il termine delle collaborazioni con Freeze Corleone a causa dell'antisemitismo.

## Discografia

### Album in studio
- 2020 – LMF
- 2022 – Riyad Sadio (con Ashe 22)
- 2023 – ADC

### Mixtape
- 2011 – À la recherche de la daillance
- 2012 – Vieilles Merdes
- 2016 – Vieilles Merdes ll
- 2016 – F.D.T
- 2017 – THC
- 2018 – Projet Blue Beam

### Singoli
- 2014 – Mangemort
- 2016 – Gaucho
- 2016 – Apu
- 2017 – 16 pains (freestyle)
- 2017 – Recette
- 2017 – Skrt skrt (freestyle)
- 2017 – Ldo dans la place
- 2020 – Pour It Up (con Slim C)
- 2020 – Desiigner
- 2020 – Scellé part 2 (con Ashe 22)
- 2020 – TPM (con Guy2Bezbar)
- 2021 – Téléphone
- 2021 – Polémique (con Central Cee)
- 2021 – Freeze Raël
- 2021 – Règne sur le monde
- 2022 – Apocalypse (con Kaaris e Kalash Criminel)
- 2022 – Scellé part 4 (con Ashe 22)
- 2022 – Dégradé (con Ashe 22)
- 2022 – Cartier (con Ashe 22)
- 2023 – Metaverse (con Rim'K)
- 2023 – Shavkat
- 2023 – Amérique du sud